# Lucien Favre
Lucien Favre (pronunciació francesa: [lysjɛ̃ favʁ]; nascut el 2 de novembre de 1957) és un exfutbolista i actualment entrenador de futbol suís.
Favre va jugar com a migcampista creatiu per diversos clubs suïssos i francesos, especialment pel Servette FC, amb el qual va guanyar la lliga. Com a entrenador, va guanyar la Copa de Suïssa i també la lliga amb el Servette i el FC Zürich. A Alemanya, Favre va reviure el Hertha BSC i el Borussia Mönchengladbach. És reconegut com un hàbil tàctic i un perfeccionista.